# Victor Anichebe
Victor Chinedu Anichebe (Lagos, 23 april 1988) is een Nigeriaans voetballer die bij voorkeur als aanvaller speelt. Hij verruilde in juni 2017 Sunderland voor Beijing Enterprises Group in China. Hij begon zijn loopbaan bij Everton en speelde ook voor West Bromwich Albion. Anichebe debuteerde in 2008 in het Nigeriaans voetbalelftal. Dat jaar won hij een zilveren medaille met Nigeria op de Olympische Zomerspelen.